# 塔林轟炸

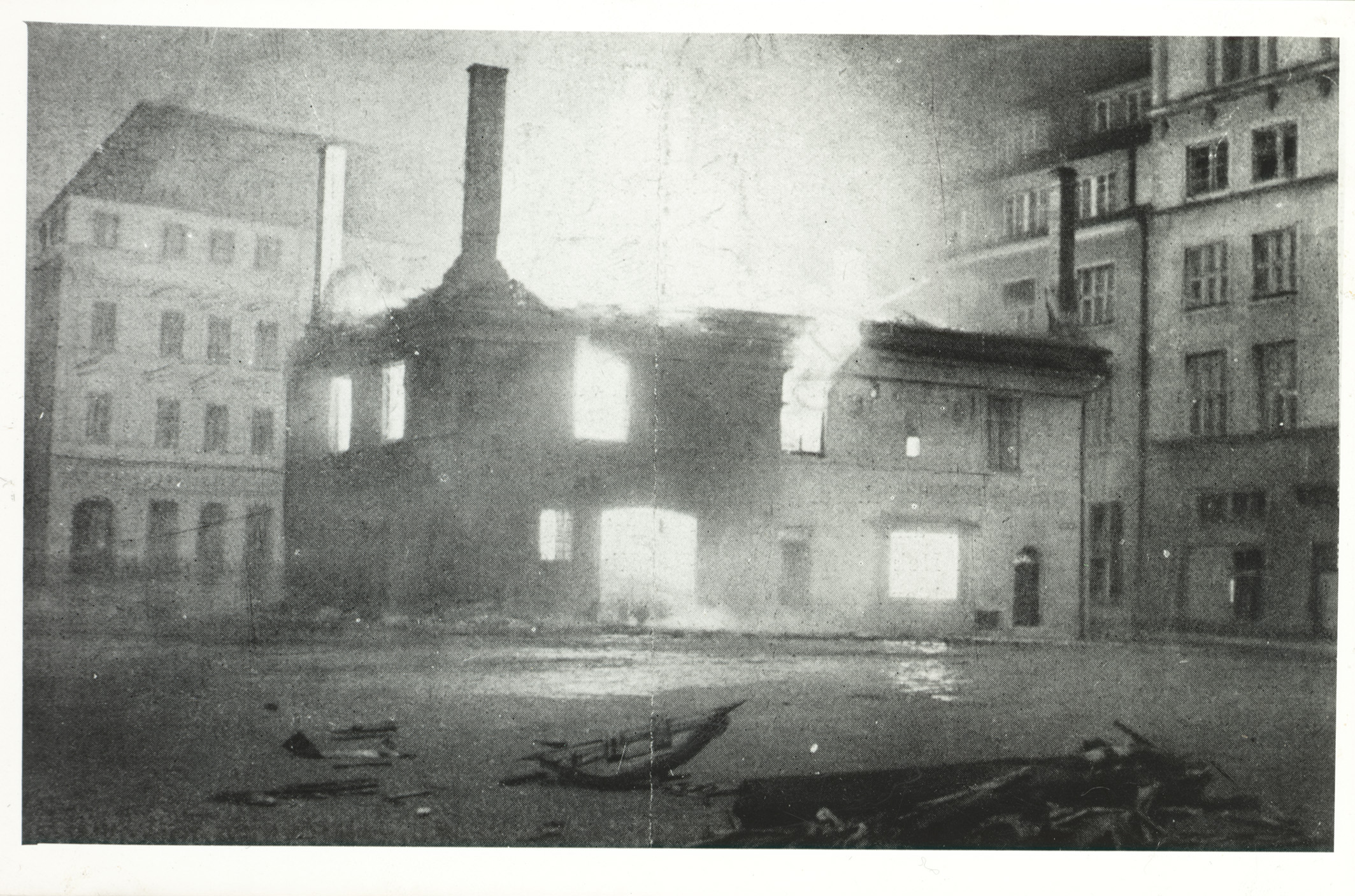
燃燒的救濟院

塔林轟炸，或稱三月轟炸，是指在第二次世界大戰期間，納粹德國空軍和蘇聯長程航空部隊數次轟炸愛沙尼亞首都塔林，其中在1941年巴巴羅薩行動所引發的夏季戰爭，以及1942年至1943年由蘇聯空軍發起的許多轟炸任務。而最大規模的一次為1944年3月納爾瓦戰役期間，蘇聯空軍針對塔林所進行的「三月大轟炸」。這次轟炸引起城市燃起大火並且造成757人死亡（包括586名平民和121名戰俘）以及659人受傷受傷，而在春季即將到來之際造成25,000人沒有建築可以居住。

## 外部連結
- 60-летие бомабрдировки Таллина （页面存档备份，存于）